# Ptosima walshii
Ptosima walshii är en skalbaggsart som beskrevs av Leconte 1863. Ptosima walshii ingår i släktet Ptosima och familjen praktbaggar. Inga underarter finns listade i Catalogue of Life.